# Gare de Lieusaint – Moissy
Gare de Lieusaint – Moissy – stacja kolejowa położona pomiędzy Lieusaint i Moissy-Cramayel, w departamencie Sekwana i Marna, w regionie Île-de-France, we Francji.
Jest stacją Société nationale des chemins de fer français (SNCF), obsługiwaną przez pociągi RER linii D.